# ويليز جيب تروك
ويليز جيب تروك (بالإنجليزية: Willys Jeep Truck)‏ هي سيارة من تصنيع شركة ويليز أوفرلاند موتورز.